# إسبانيا في الألعاب الأولمبية الصيفية 1956
شارك إسبانيا في دورة الألعاب الأولمبية الصيفية 1956، التي أقيمت في ملبورن بأستراليا، في الفترة الممتدة من 22 نوفمبر حتى 8 ديسمبر، بوفد قوامه 6 رياضيون (6 رجال) في لعبة واحدة.
لم يحصد إسبانيا أي ميدالية في هذه الدورة.

## أفضل النتائج
| الترتيب | الرياضي                                                       | المنافسة | المسابقة            |
| السادس  | فرانثيسكو غويواغا كارلوس لوبيث كيسادا كارلوس فيغيروا كاستييخو | فروسية   | قفز الحواجز الفرقية |